# Estação Sant Martí

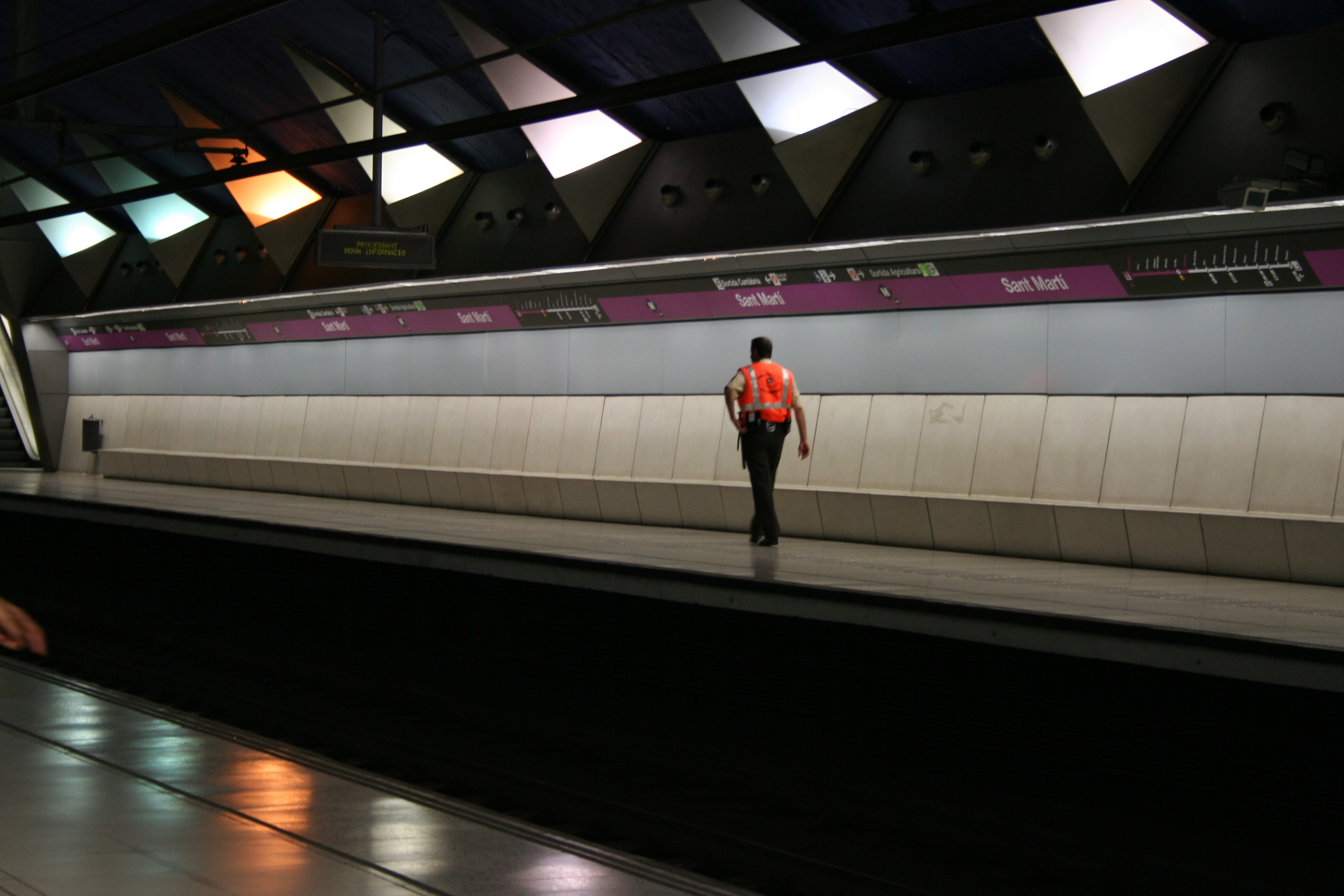
Estação Sant Martí em 2006.

Sant Martí é uma estação da linha Linha 2 do Metro de Barcelona.

## História
A estação Sant Martí entrou em operação em 20 de setembro de 1997, com a extensão da linha 2 da Sagrada Família a La Pau. A cerimónia de abertura foi presidida pelo Presidente da Câmara de Barcelona, Pasqual Maragall, e pelo Presidente da Generalitat de Catalunya, Jordi Pujol.

## Acesso à estação
Está localizado sob a Rambla Guipúzcoa no distrito de Sant Martí de Barcelona.
- Agricultura
- Cantàbria